# Aretha Sings the Blues
Aretha Sings the Blues è un album della cantante soul statunitense Aretha Franklin, pubblicato nel 1980 dalla Columbia Records.

## Tracce
1. Drinking Again
2. Today I Sing The Blues
3. What A Difference A Day Made
4. Without The One You Love
5. Trouble In Mind
6. Muddy Water
7. Only The Lonely
8. I Wonder (Where Are You Tonight)
9. Laughing On The Outside (Crying On The Inside)
10. Take A Look
11. Nobody Knows The Way I Feel This Morning
12. Evil Gal Blues
13. This Bitter Earth
14. Maybe I'm A Fool